# Émile Pelletier
Émile Pelletier (Saint-Brieuc, 11 de febrer de 1898 - Tolosa de Llenguadoc, 15 de desembre de 1975) va ser un polític francès i Ministre d'Estat del Principat de Mònaco de 1959 a 1962.
Als disset anys començà la carrera a l'Administració francesa, als dinou anys va ser cap adjunt del gabinet del prefecte del Loira Atlàntic, des de setembre de 1940 a maig de 1942 va ser el prefecte del departament del Somme, i de maig a desembre de 1942 prefecte regional. Seguidament, entrà a la resistència francesa. L'any 1945 reprèngué la carrera i esdevingué prefecte de Seine-et-Marne i el 1947, de l'Haute-Garonne. En el bienni 1949-1950 va representar França a la Conferència Internacional dels Pirineus (França, Espanya i Andorra) i el 1955 va ser nomenat prefecte del departament del Sena. De l'1 de juny de 1958 fins al 8 de gener de 1959 va ser ministre de l'interior en el govern de Charles de Gaulle. De febrer de 1959 a gener de 1962 va ser Ministre d'Estat del Principat de Mònaco. Va dimitir a causa de les dissensions amb Ranier III, que volia convertir el Principat de Mònaco en un paradís fiscal, i es retirà a Tolosa.